# Miguel Barberá

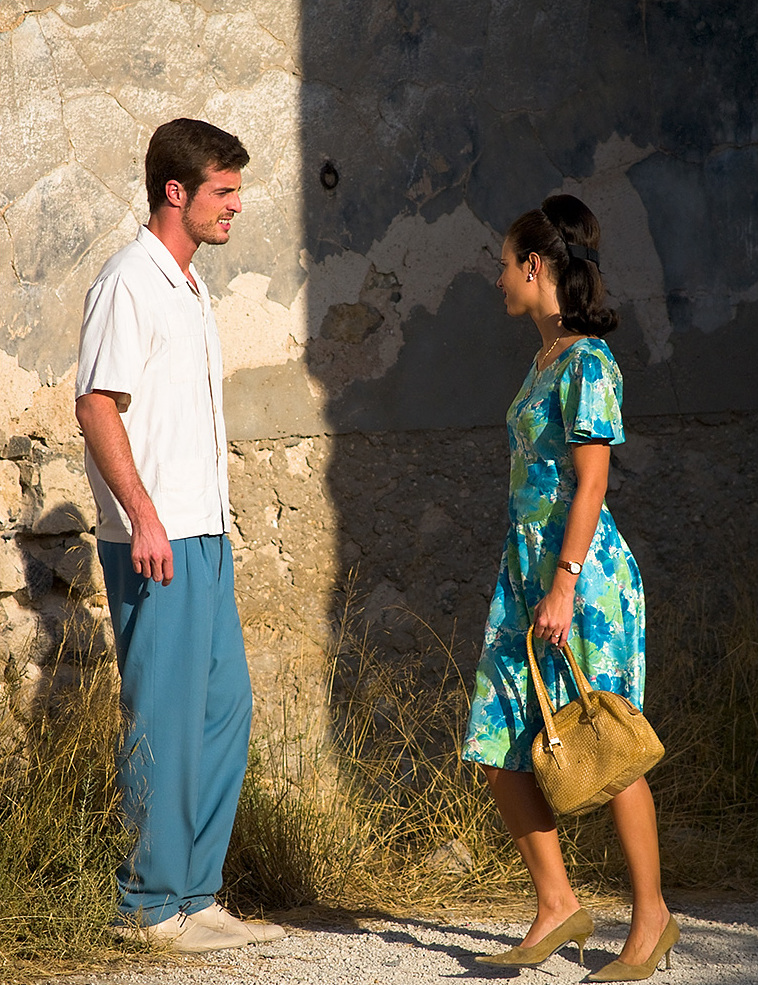
Miguel Barberá y Nani Jiménez Puerta

Miguel Barberà Doménech (Adzaneta, Alcalatén, 15 de abril de 1981) es un actor y modelo valenciano.
Como modelo ha desfilado en varias pasarelas de moda entre las cuales destaca Cibeles de Madrid, de la mano del diseñador valenciano Francis Montesinos. El 2004, con 23 años, fue proclamado Míster Castellón. El mismo año empieza a asistir a varios cursos de interpretación y arte dramático el que le permitirá dar el salto en la televisión, el cine y el teatro.
Miguel Barberà gana popularidad entre el público valenciano a raíz de su participación en la serie de televisión "La Alquería Blanca" de Canal Nou donde interpreta el papel protagonista de un joven pelotari, junto a Nani Jiménez. En 2009 aparece a las pantallas del Estado español como protagonista junto a la actriz catalana Bea Segura a la serie "Los exitosos Pieles" para el canal Cuatro.
En el cine ha aparecido en varios cortometrajes y películas para televisión, así como en la película "9 mesas" del director valenciano Miguel Perelló. Se estrenó en el teatro con la obra "El capo" junto a su compañero de reparto en la Alquería Blanca Ferran Gadea.
El 2008 recibió el premio Berlanga al actor revelación por su papel en la exitosa serie La Alquería Blanca.

## Obras

### Televisión
- 2006 - Negocis de família (1 episodio)
- 2007-2009 - L'Alqueria Blanca
- 2008 - Hospital Central
- 2009 - Los exitosos Pells
- 2012 - Toledo. Cruce de destinos

### Cine
- 2004 - Reality (Cortometraje)
- 2004 - Rouge (Cortometraje)
- 2005 - Cumpleaños feliz (Cortometraje)
- 2007 - La energía (Cortometraje)
- 2007 - 3.19